# 迷你海王星

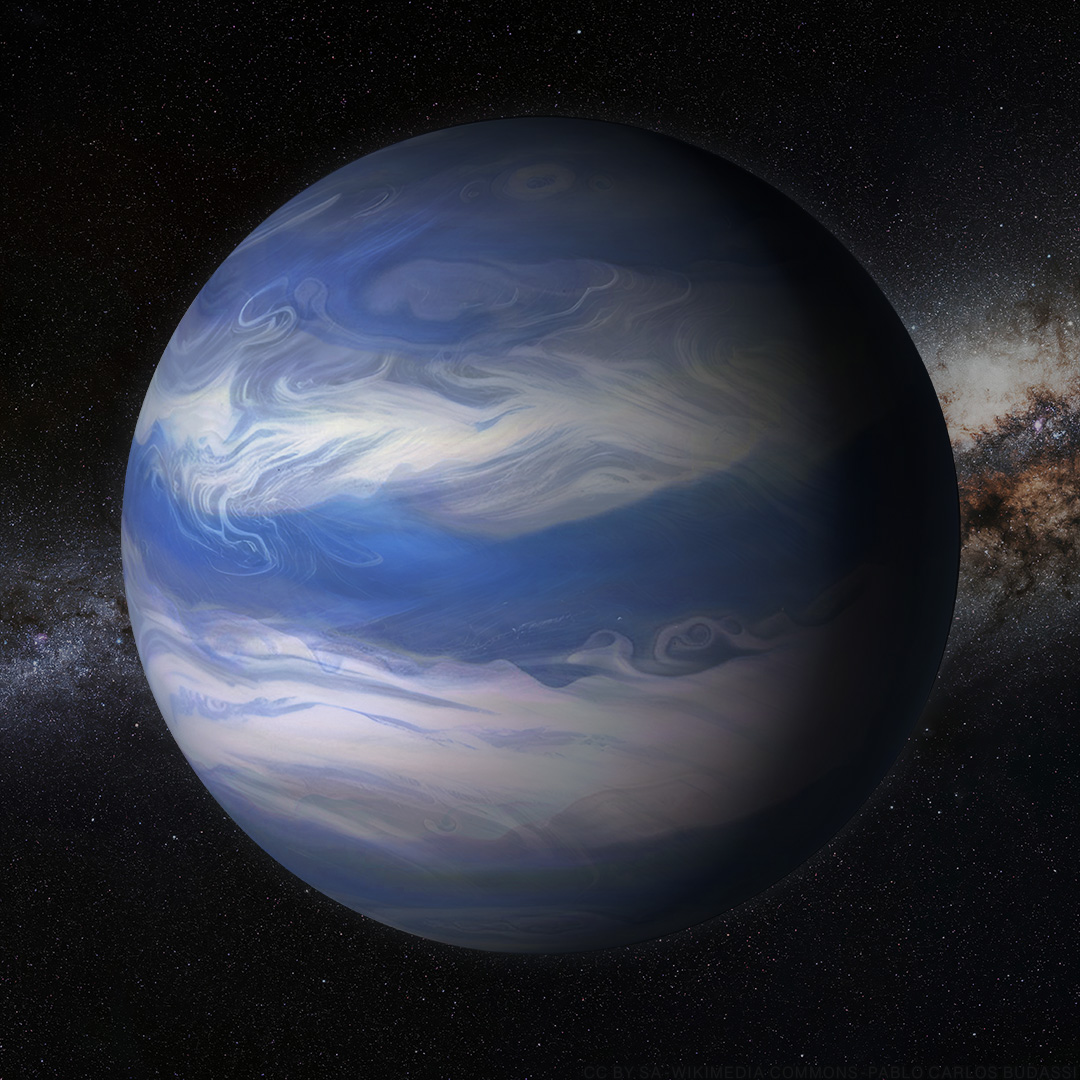
迷你海王星的模擬照片

迷你海王星（Mini-Neptune）又称气态矮星或过渡行星，是指實際質量低於太陽系的天王星和海王星，但卻和海王星相當類似的太陽系外行星。而這樣的行星大氣層上層會有由氫和氦組成的厚層，在之下是極深的水和氨等分子較大的揮發物。如果沒有厚大氣層的話，這類行星則是海洋行星。
在迷你海王星和組成成分以岩石為主的超級地球之間可能有一個分界，而這個界線可能是二倍地球半徑。位于宜居带的系外行星开普勒22b与格利泽581d都是迷你海王星。

## 外部連結
- Super-Earths or Mini-Neptunes?